# Верхнестепной
Верхнестепной — посёлок в Степновском районе (муниципальном округе) Ставропольского края России.

## География
Расстояние до краевого центра: 216 км.
Расстояние до районного центра: 25 км.

## История
Основан в 1921 году на землях, ранее принадлежавших помещикам Рудометкиным и Бабанину.
На 1 марта 1966 являлся административным центром Андреевского сельсовета Советского района Ставропольского края:25.
В 1972 году указом Президиума Верховного Совета РСФСР посёлок центральной усадьбы племсовхоза «Восток» Советского района был переименован в посёлок Верхнестепной.
На 1 января 1983 года Верхнестепной — административный центр Верхнестепновского сельсовета Степновского района Ставропольского края:26.
До 16 марта 2020 года посёлок был административным центром упразднённого Верхнестепновского сельсовета.

## Население
| 1989 | 2002  | 2010  | 2014  | 2021  |
| ---- | ----- | ----- | ----- | ----- |
| 1146 | ↗1543 | ↘1486 | ↗1500 | ↘1331 |

По данным переписи 2002 года, в национальной структуре населения преобладают русские (91 %).

## Инфраструктура
- Совет депутатов Верхнестепновского сельсовета[12]
- Администрация Верхнестепновского сельсовета[13]
- Культурно — досуговый центр[14]
- Верхнестепновская участковая больница. Открыта 1 сентября 1956 года[15]

## Образование
- Детский сад № 4 «Солнышко»[16]. Открыт 10 мая 1950 года[17]
- Средняя общеобразовательная школа № 4[18]

## Экономика
Сельскохозяйственный производственный кооператив племенной завод «Восток». Образован 3 сентября 1921 года как государственный племенной заводу «Восток».

## Люди, связанные с посёлком
- Гайдашов Владимир Никитович (1931) — кавалер орденов Трудового Красного Знамени и «Знак Почёта»[15]
- Муховский Иван Михайлович (1938) — водитель племзавода «Восток», награждён орденом «Трудовой славы» III степени[19]
- Сало Юлия Ивановна (1951) — преподаватель, победитель конкурса «Лучший учитель России»[15]

## Памятники
- Братская могила 2 советских воинов, погибших при освобождении х. Новокиевского от фашистских захватчиков. 1943, 1960 года[20]

## Кладбище
- Общественное открытое кладбище. Находится примерно в 6287 м по направлению на юго-запад от дома № 7 по улице Советской. Площадь участка 16 825 м²[21].